# Västerås Idrottsklubb
O Västerås IK é um clube de futebol /Hockey da Suécia fundado em 1913. Sua sede fica localizada em Västerås.
Em 2009 disputou a Division 2 Norra Svealand, uma das seis ligas da quarta divisão do futebol sueco, terminando na quinta colocação dentre 12 clubes participantes.